# 100% Noticias
100% Noticias fue un canal de televisión abierta nicaragüense centrado en la emisión de noticias. Fue lanzado el 9 de octubre de 1995 por Miguel Mora Barberena y su sede de transmisiones se encontraban ubicadas en la Avenida Bolívar en Managua. Su señal fue sacada del aire el 21 de diciembre de 2018 después de que sus instalaciones fueron allanadas por la Policía Nacional sin ninguna orden judicial. El 8 de agosto de 2019, su director Miguel Mora Barberena denunció internacionalmente al gobierno de Ortega por la toma de sus instalaciones. Su antigua señal se usó para transmitir el canal gubernamental Canal 15 Nicaragüense.

## Historia
Fue fundado como un micronoticiero el 9 de octubre de 1995 por Miguel Mora Barberena y su esposa Verónica Chávez. El micronoticiero pasó a emitirse en varios canales de televisión abierta, como Telenica, Canal 23, Unitel, entre otros. Posteriormente, 100% Noticias obtuvo una licencia por parte del Estado para transmitir por señal abierta en el canal 15 UHF.
Durante las protestas de Nicaragua de 2018, el canal fue censurado por el Gobierno nicaragüense, junto con otros medios de comunicación, por informar acerca de las manifestaciones que ocurrían en el país. Desde inicios de la crisis los periodistas de 100% Noticias han sido golpeados, les han robado sus equipos y simpatizantes del Gobierno han atacado sus instalaciones.

### Salida del aire
El 22 de noviembre de 2018, TELCOR ordenó a operadores de servicios de Claro y Movistar TV sacar a 100% Noticias de la señal satelital, bajo el alegato que los operadores de televisión satelital requerían su autorización para incluir a 100% Noticias en su grilla de programación.
El 21 de diciembre de 2018 en horas de la noche la Policía Nacional de Nicaragua allanó y cerró las oficinas de la televisora 100% Noticias, una semana después de allanar oficinas de organizaciones no gubernamentales y un medio de comunicación.
Lucia Pineda Ubau, directora de prensa de la estación 100% Noticias, envió mensajes de WhatsApp a otros periodistas diciendo que el director de la estación Miguel Mora fue detenido durante la redada del viernes por la noche. Simpatizantes del presidente Daniel Ortega habían presentado quejas criminales acusando a Mora de supuestamente fomentar una "campaña de odio".
La policía incautó el equipo de la estación, que dejó de transmitir. Miguel Mora, así como a su esposa, Verónica Chávez, y la jefa de prensa, Lucía Pineda Ubau fueron arrestados. A Chávez la liberaron casi a la media noche, informó 100% Noticias en sus redes sociales. Dentro del arresto también se reportó el de un controlista, dos guardias de seguridad y una persona allegada a los directores del canal. El hecho se dio a conocer mientras el programa IV Poder,  estaba al aire, fue interrumpido por la viñeta de última hora del canal y luego Lucía Pineda Ubau, jefa de prensa de 100% Noticias, empezó a describir lo que estaba sucediendo.
Minutos después de estos hechos, el Instituto Nicaragüense de Telecomunicaciones y Correos, emitió un comunicado prohibiendo a los operadores de cable que transmitan la señal de la estación a partir de la 9:00 p. m. hora local, aunque sin especificar las razones precisas de la decisión.
En diciembre Lucia Pineda Ubau fue detenida por el gobierno y desde entonces permaneció incomunicada. Su detención desató un conflicto internacional.
El canal fue muy cercano a la oposición cívica nicaragüense durante las protestas de 2018. Miguel Mora, propietario del canal fue entrevistado sobre su visión de una salida a la crisis por el periodista Max Blumenthal, Mora, le había pedido que transmitiera su mensaje al presidente de Estados Unidos, Donald Trump.
Su señal actualmente es utilizado por el Gobierno de Nicaragua, reemplazándolo por Canal 15 Nicaragüense.

## Programación
- 100% noticias
- 100% entrevistas
- Ellas lo dicen
- Café con voz
- IV poder
- Jaime Arellano en la nación